# Сухоозёрный переулок
Сухоозёрный переу́лок — улица в Томске, от Мельничной улицы до улицы Карла Маркса.

## История
Купцы Акуловы владели многими домами в этом районе, который и получил название Акуловой заимки, с купцами Акуловыми связано и первоначальное название переулка — Акуловский.
Существовавшее здесь озеро (П. С. Паллас, побывавший в Томске в 1770 году, описывает его в книге о путешествиях по России и приводит его название — Веселишино, а А. Латышев в середине XIX века называет его пересыхающим летом притоком Томи) местными жителями активно осушалось, в него сваливали мусор, навоз и прочие нечистоты, из мусора же устраивался временный мост через озеро (варианты названия — Соломенный мост, Назёмный мост). В 1915 году берег Томи был укреплён дамбой, способствовавшей дальнейшему осушению местности.

## Новая история
Название Сухозёрный было дано переулку 6 октября 1927 года.

## Достопримечательности

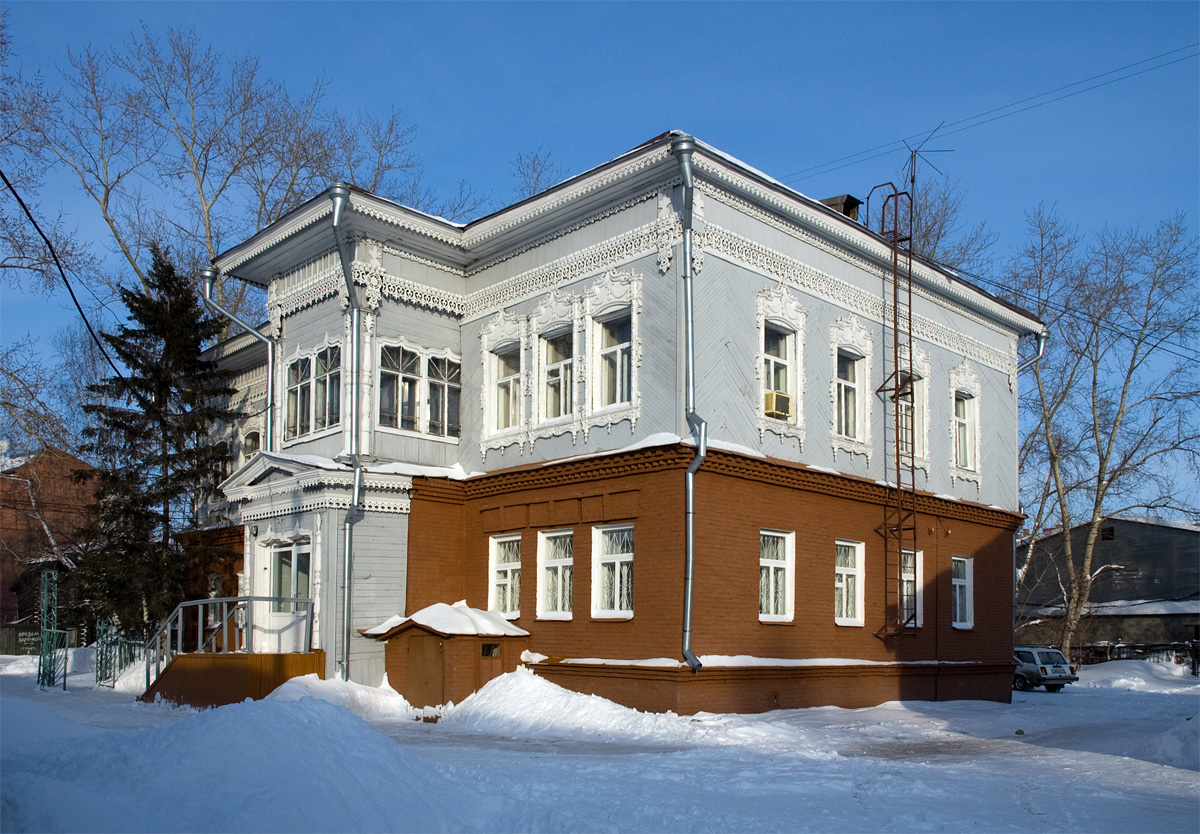
Сухоозерный переулок, д. 13

дом 6 — бывшее Заозерное приходское училище (1912, архитектор Т. Фишель);
дом 11 — образец томского деревянного зодчества, богато декорированный кружевной резьбой;
дом 13 — бывший дом купца Георгия Павловича Павлова  7000219000.